# مارسيل بينل
مارسيل بينل (بالفرنسية: Marcel Pinel)‏ (8 يوليو 1908 – 18 مارس 1968) لاعب كرة قدم فرنسي راحل كان يجيد اللعب في خط الهجوم والوسط .

## السيرة الذاتية
بدأ بينل مسيرته الرياضية في النادي المحلي هونفليور  ثم انتقل إلى نادي جامعة باريس ومنه إلى نادي فرنسا . في سنة 1925 انضم إلى نادي أولمبيك النجم الأحمر حيث لعب في خط الهجوم والوسط.
خلال سنة 1930 لعب بينل 7 مباريات دولية مع منتخب فرنسا مسجلا 4 أهداف  كانت جميعها في مرمى منتخب بلجيكا في مباراتين مختلفتين بمعدل هدفين في كل مباراة .
أول مباراة دولية كانت في مواجهة منتخب البرازيل في ريو دي جانيرو وانتهت بالخسارة 2-3 ولكن الاتحاد الفرنسي لكرة القدم لا يعترف بهذه المباراة بأنها دولية  وبالتالي فإن مباراته الدولية الأولى الرسمية باعتراف الاتحاد الفرنسي لكرة القدم هي في مواجهة منتخب تشيكوسلوفاكيا في مدينة كولومب وانتهت أيضا بالخسارة 2-3 .
من أجل المشاركة في بطولة كأس العالم لكرة القدم 1930 التي أقيمت في الأوروغواي طلب بينل برفقة زميله في النادي والمنتخب أوغوستين تشانتريل الموافقة على منحه رخصة تأجيل التجنيد الإجباري المفروض عليه  ونجح في الحصول على الموافقة على طلبه وطلب منه أن يكون مراسلا لصحيفة أوتو حول أخبار البطولة . وفي البطولة شارك بينل في جميع مباريات منتخب بلاده الثلاث أمام منتخبات بيرو ، الأرجنتين ، و المكسيك .
عند اقرار الاحتراف في فرنسا في سنة 1932 لعب بينل في دوري الدرجة الأولى ولكن فريقه هبط إلى الدرجة الثانية وبقي معه وساهم في صعوده مجددا إلى الدرجة الأولى من أول موسم . اعتزل بينل اللعب في سنة 1935 وهو في نادي النجم الأحمر .
تم تسمية الملعب الرئيسي في مسقط رأسه هونفليور على اسمه.

## روابط خارجية
- مارسيل بينل على موقع قاعدة بيانات كرة القدم.إي يو (الإنجليزية)
- مارسيل بينل على موقع ناشيونال فوتبول تيمز (الإنجليزية)
- مارسيل بينل على موقع عالم كرة القدم.نت (الإنجليزية)